# PZL.16
A PZL.16 az 1930-as évek elején a varsói Állami Repülőgépgyáraknál (PZL) tervezett és megépített lengyel négyszemélyes utasszállító repülőgép.

## Története
A repülőgépet a PZL-nél tervezték 1931-ben Stanisław Prauss vezetésével a lengyel Közlekedési Minisztérium felkérésére, mely a LOT Lengyel Légitársaságnál üzemeltetett Junkers F 13 utasszállító gépek leváltására írt ki pályázatot. A PZL az Ł.2 futárrepülőgép legyártott, de a csökkentett rendelés miatt megmaradt részegységeinek (szárny, farokrész, futómű, motor) felhasználásával  építette meg a PZL.16 gépet, amely 1932 elején hajtotta végre az első felszállását. 1932 áprilisában a repülési próbák során a csűrők szerelési hibája miatt a gép összetört. Habár a PZL.16 könnyebb és gyorsabb, valamint modernebb konstrukció volt, mint az ugyancsak a pályázatra készített PWS–24 és Lublin R–XVI, a baleset mégis megpecsételte a gép sorsát. A fejlesztését felfüggesztették, a LOT pedig a PWS–24 megvásárlása mellett döntött.
Prauss a PZL.16 alapján elkészítette a PWS–54 versenytársának szánt PZL.17 utasszállító terveit, mely szabadonhordó szárnyat kapott volna, valamint javított aerodinamikai tulajdonságú törzzsel tervezték. A tervet azonban elvetették, még a prototípust sem építették meg.

## Szerkezeti kialakítása és műszaki jellemzői
A PZL.16 egy hagyományos elrendezésű, felsőszárnyas, teljesen fémépítésű konstrukció. A PZL Ł.2-től származó,  mechanizált, orrsegédszárnnyal és ívelőlapokkal felszerelt szárnyak dúcokkal merevítettek. A törzs acélból készült rácsszerkezet, mely vászonborítást kapott. A törzs motorhoz közeli részeit  dural lemezzel burkolták. Futóműve hagyományos, hárompontos. A főfutók kerekei áramvonalas burkolatot kaptak. A repülőgép kabinja ötszemélyes. Elől a pilóta foglalt helyet, mögött két sorban a négy utas ülése helyezkedett el. A kabin bal oldalán helyezték el az ajtót. A repülőgépbe egy kilenchengeres Škoda–Wright J5–A Whirlwind csillagmotort építettek, amely egy kéttollú fém légcsavart hajtott. A motor körül Townend-gyűrű helyezkedett el. 280 l össz-térfogatú üzemanyagtartályait a szárnyban építették be. A gép üzemanyag-fogyasztása normál utazósebességnél 50 l/h volt.

## Műszaki adatai

### Tömeg- és méretadatok
- Fesztáv: 14,10 m
- Hossz: 7,95 m
- Szárnyfelület: 25,8 m²
- Magasság: 2,60 m
- Üres tömeg: 780 kg
- Legnagyobb felszállótömeg: 1450 kg
- Hasznos tömeg: 670 kg

### Motorok
- Motor típusa: Škoda–Wright Whirlwind J–5A kilenchengeres csillagmotor
- Motorok száma: 1 db
- Maximális teljesítmény: 179 kW (240 LE)
- Névleges teljesítmény: 164 kW (220 LE)

### Repülési adatok
- Utazósebesség:  175 km/h
- Maximális sebesség: 200 km/h
- Leszálló sebesség: 75 km/h
- Emelkedőképesség: 4 m/s
- Szárny felületi terhelése: 56 kg/m²
- Maximális utazómagasság: 4000 m
- Hatótávolság: 800 km

## Hasonló repülőgépek
- PWS–24
- Lublin R–XVI